# Filmografia de Fernanda Torres
Fernanda Pinheiro Torres OMC (Rio de Janeiro, 15 de setembro de 1965) é uma atriz, escritora, cronista e roteirista brasileira. Filha dos atores Fernanda Montenegro e Fernando Torres, ela é reconhecida como uma das artistas mais influentes, versáteis e premiadas do Brasil. Com uma sólida carreira que abrange o teatro, o cinema, a televisão e a literatura, Torres tornou-se uma figura central na cultura brasileira contemporânea, destacando-se em papéis de produções dramáticas e cômicas.
Fernanda debutou como atriz aos treze anos e, aos quarenta, como escritora. Na sua longa trajetória teatral, destaca-se, entre outros, o monólogo A Casa dos Budas Ditosos, baseado no romance homônimo de João Ubaldo Ribeiro, que estreou em 2003, lhe rendeu prêmios, foi visto por mais de dois milhões de espectadores e ainda continua em cartaz, devido ao imenso sucesso. No cinema, estreou aos 16 anos de idade, em Inocência, de Walter Lima Junior, trabalhou com diretores como Walter Salles, com quem realizou Terra Estrangeira, em 1994, O Primeiro Dia, em 1996 e Ainda Estou Aqui em 2024; e Andrucha Waddington, com quem é casada e realizou Casa de Areia, de 2005.
Na televisão, participou de produções icônicas, como as séries Os Normais e Tapas & Beijos, produzidos pela TV Globo, que lhe renderam imensa popularidade. Como apresentadora, desenvolveu o projeto Minha Estupidez e Bicho Homem para a televisão, e o podcast A Playlist da Minha Vida, como entrevistadora e roteirista, na plataforma Deezer. Em 2007, começou a escrever para jornais e revistas como cronista. Lançou seu primeiro romance em 2014, Fim, que vendeu mais de 200 mil exemplares e foi traduzido para sete países. Em 2017, publicou A Glória e Seu Cortejo de Horrores, ambos pela editora Companhia das Letras. Fernanda escreveu roteiros de cinema e televisão e adaptou sua obra, Fim, para uma minissérie de 10 capítulos para a Globoplay.

## Cinema
| Ano       | Título                                                  | Personagem                    | Nota(s)           | Ref.          |
| --------- | ------------------------------------------------------- | ----------------------------- | ----------------- | ------------- |
| 1983      | Inocência                                               | Inocência                     |                   | [ 18 ] [ 19 ] |
| 1984      | Amenic - Entre o Discurso e a Prática                   | Sem informação                |                   | [ 19 ]        |
| 1985      | A Marvada Carne                                         | Carula                        |                   | [ 19 ]        |
| 1985      | Madame Cartô                                            | Sem informação                | Voz               | [ 19 ]        |
| 1985      | Sonho sem Fim                                           | Cigana                        |                   | [ 20 ] [ 19 ] |
| 1986      | Eu Sei que Vou Te Amar                                  | Ela                           |                   | [ 19 ]        |
| 1986      | Com Licença, Eu Vou à Luta                              | Eliane                        |                   | [ 19 ]        |
| 1988      | A Mulher do Próximo                                     | Isabel                        |                   | [ 19 ]        |
| 1988      | Fogo e Paixão                                           | Mulher da Maçã                |                   | [ 19 ]        |
| 1989      | Kuarup                                                  | Francisca                     |                   | [ 19 ]        |
| 1990      | Beijo 2348/72                                           | Claudete                      |                   | [ 19 ]        |
| 1991      | A Guerra de um Homem                                    | Dolly                         |                   | [ 19 ]        |
| 1993      | Capitalismo Selvagem                                    | Elisa Medeiros                |                   | [ 19 ]        |
| 1996      | O Judeu                                                 | Brites Cardoso                |                   | [ 19 ]        |
| 1996      | Terra Estrangeira                                       | Alex                          |                   | [ 18 ] [ 19 ] |
| 1997      | Miramar                                                 | A Produtora                   |                   | [ 19 ]        |
| 1997      | O Que É Isso, Companheiro?                              | Maria Augusta Carneiro        |                   | [ 19 ]        |
| 1998      | O Primeiro Dia                                          | Maria                         |                   | [ 19 ]        |
| 1998      | Traição                                                 | Irene                         |                   | [ 19 ]        |
| 1999      | Gêmeas                                                  | Iara                          |                   | [ 19 ]        |
| 1999      | Gêmeas                                                  | Marilena                      | [ 19 ]            |               |
| 2003      | Os Normais - O Filme                                    | Vani                          |                   | [ 19 ]        |
| 2004      | Redentor                                                | Isaura (jovem)                | Também roteirista | [ 19 ]        |
| 2005      | Casa de Areia                                           | Áurea / Maria                 |                   | [ 21 ] [ 19 ] |
| 2007      | Saneamento Básico, o Filme                              | Marina Marghera de Figueiredo |                   | [ 19 ]        |
| 2007      | Jogo de Cena                                            | Ela mesma                     |                   | [ 19 ]        |
| 2009      | A Mulher Invisível                                      | Lúcia                         |                   | [ 18 ] [ 19 ] |
| 2009      | Os Normais 2: A Noite Mais Maluca de Todas              | Vani                          |                   | [ 19 ]        |
| 2018      | O Juízo                                                 | –                             | Roteirista        | [ 19 ]        |
| 2019      | Babenco - Alguém Tem que Ouvir o Coração e Dizer: Parou | Ela mesma                     |                   | [ 19 ]        |
| 2019      | Lina Bo Bardi – A Marvelous Entanglement                | Lina Bo Bardi (jovem)         |                   | [ 22 ] [ 19 ] |
| 2020      | Os 8 Magníficos                                         | Ela mesma                     |                   | [ 23 ]        |
| 2024      | Ainda Estou Aqui                                        | Eunice Paiva                  |                   | [ 19 ]        |
| A definir | Os Corretores                                           | A definir                     | Também roteirista | [ 24 ]        |

## Internet
• Tá Feito — entrevistas de Fernanda Torres com convidados para falar sobre responsabilidade financeira. (2025)

## Televisão
| Ano     | Título                       | Personagem / Cargo           | Nota                                      | Ref.          |
| ------- | ---------------------------- | ---------------------------- | ----------------------------------------- | ------------- |
| 1979    | Aplauso                      | Soraia                       | Episódio: "Queridos, Fantásticos Sábados" | [ 18 ]        |
| 1981    | Baila Comigo                 | Fauna Rosa França            |                                           | [ 25 ]        |
| 1981    | Brilhante                    | Marília Newman Carvalho      |                                           | [ 26 ]        |
| 1982    | Concertos para a Juventude   | Apresentadora                |                                           | [ 27 ]        |
| 1983    | Parabéns pra Você            | Irene                        |                                           | [ 28 ]        |
| 1983    | Vídeo Show                   | Apresentadora especial       | Episódios: "11–15 de abril"               | [ 29 ]        |
| 1983    | Caso Especial                | Clara                        | Episódio: "O Fantasma de Canterville"     | [ 30 ]        |
| 1983    | Caso Especial                | Maria Alice                  | Episódio: "Todas as Mulheres do Mundo"    | [ 31 ]        |
| 1983    | Eu Prometo                   | Dayse Ribeiro Cantomaia      |                                           | [ 30 ]        |
| 1986    | Selva de Pedra               | Simone Marques / Rosana Reis |                                           | [ 18 ]        |
| 1994    | Terça Nobre                  | Diana                        | Episódio: "Comédia da Vida Privada"       | [ 32 ]        |
| 1994    | Terça Nobre                  | Dorinha                      | Episódio: "O Homem que Sabia Javanês"     | [ 33 ]        |
| 1994    | Terça Nobre                  | Lúcia McCartney              | Episódio: "Lúcia McCartney"               | [ 30 ]        |
| 1995–97 | A Comédia da Vida Privada    | Várias personagens           |                                           | [ 32 ]        |
| 1998–99 | Vida ao Vivo Show            | Várias personagens           |                                           | [ 30 ]        |
| 1999    | Luna Caliente                | Dora                         |                                           | [ 30 ]        |
| 1999    | Casseta e Planeta Urgente    | Fernanda Montenegro          | Episódio: "Casseta e Planeta no Oscar"    | [ 34 ] [ 35 ] |
| 2001    | As Filhas da Mãe             | Lulu de Luxemburgo (jovem)   | Episódio: "27 de agosto"                  | [ 30 ]        |
| 2001–03 | Os Normais                   | Vanilce Alencar (Vani)       |                                           | [ 18 ]        |
| 2002    | Brava Gente                  | Jaci                         | Episódio: "Lira Paulistana"               | [ 36 ]        |
| 2004    | Um Só Coração                | Fernanda Montenegro (jovem)  | Episódio: "8 de abril"                    | [ 37 ]        |
| 2004    | Sitcom.br                    | Nana                         | Episódio: "Dia das Mães"                  |               |
| 2006    | Casseta e Planeta Urgente    | Ela mesma                    | Episódio: "4 de julho"                    | [ 38 ]        |
| 2006    | Os Amadores                  | Alice                        | Episódio: "22 de dezembro"                | [ 39 ]        |
| 2008    | Sexo Oposto                  | Várias personagens           |                                           | [ 40 ]        |
| 2009    | Bicho Homem                  | Várias personagens           |                                           | [ 41 ]        |
| 2010    | Programa Piloto              | Renata                       | Especial de fim de ano                    | [ 42 ]        |
| 2010    | As Cariocas                  | Cris                         | Episódio: "A Invejosa de Ipanema"         | [ 30 ] [ 43 ] |
| 2010    | Amoral da História           | Várias personagens           |                                           | [ 44 ]        |
| 2011–15 | Tapas & Beijos               | Fátima de Souza              |                                           | [ 45 ]        |
| 2016    | Mister Brau                  | Bárbara                      | Episódio: "19 de julho"                   | [ 46 ]        |
| 2016–17 | Minha Estupidez              | Apresentadora                |                                           | [ 30 ]        |
| 2017–19 | Filhos da Pátria             | Maria Teresa Bulhosa         |                                           | [ 47 ]        |
| 2018    | Sob Pressão                  | Drª. Renata Gomes            | Temporada 2                               | [ 48 ]        |
| 2019    | Mulheres Fantásticas         | Narradora                    | Episódio: "Hedy Lamarr"                   | [ 49 ]        |
| 2020    | Todas as Mulheres do Mundo   | Estela                       |                                           | [ 18 ] [ 50 ] |
| 2020    | Diário de Um Confinado       | Leonor                       |                                           | [ 51 ]        |
| 2020    | Amor e Sorte                 | Lúcia Bóis                   | "Episódio Gilda e Lúcia"                  | [ 53 ]        |
| 2020    | Gilda, Lúcia e o Bode        | Lúcia Bóis                   | Especial de fim de ano                    | [ 54 ]        |
| 2023    | Os Outros                    | –                            | Roteirista                                | [ 55 ]        |
| 2023    | Fim                          | Celeste                      | Também criadora e roteirista              | [ 56 ]        |
| 2024    | Um Beijo do Gordo            | Ela mesma                    |                                           | [ 57 ]        |
| 2024    | Tributo: Fernanda Montenegro | Ela mesma                    |                                           | [ 58 ]        |